# ريتشارد كوبر (لاعب كرة قدم أمريكية)
ريتشارد كوبر (بالإنجليزية: Richard Cooper)‏ هو لاعب كرة قدم أمريكية أمريكي، ولد في 1 نوفمبر 1964 في ممفيس في الولايات المتحدة.

## وصلات خارجية
- ريتشارد كوبر على موقع مرجع كرة القدم المحترفة.كوم (الإنجليزية)